# Joel Mossberg
Joel Mossberg, född 30 januari 1870 i Kumla, död 15 oktober 1943) var en svenskamerikansk barytonsångare, och körledare. 
Efter skolgången i Kumla utbildade han sig till stenhuggare i Visby. År 1892 emigrerade han till Chicago i USA där han försörjde sig som stenhuggare samtidigt som han tog sånglektioner.  
Med sin fina röst blev Mossberg  snart solist i flera religiösa församlingar och turnérade i mer än tjugo stater. Han undervisade också vid konservatoriet i Chicago där han var körledare. Han reste till Sverige vid flera tillfällen som dirigent för svenska körer från Chicago.
Mellan 1906 och 1919 spelade Mossberg in mer än 70 grammofonskivor  på skivbolagen Columbia, Edison och Victor. Han sjöng huvudsakligen svenska folkvisor men spelade också in "Arbetets söner" och "Internationalen".
|  |
|  |